# Joseph Étienne
Joseph Étienne   (Vivarès, 1755 - Puèi Domat, 1798), marquès de Surville, fou un militar francès d'una antiga família.
Després d'haver servit com a capità a Còrsega i Amèrica, en esclatar-la Revolució va emigrar i va formar part de l'exèrcit de Condé. Tornat a França amb una missió del comte d'Artois, va ser detingut i afusellat. Entre els seus manuscrits es va trobar una col·lecció de poesies que Vanderbourg va publicar el 1803 amb el títol de Poèsies de Clotilde, i que van adquirir ràpida celebritat. El marquès manifestava que aquestes poesies eren d'un avantpassat seu del segle xv, cosa que va augmentar més l'interès, per tractar-se d'una obra que pel fons i per la forma semblança d'època molt més moderna, per trobar-s'hi particularitats de factura que no van aparèixer a la literatura francesa fins al segle xvii.
La Décade Philosophique i el Journal de Paris van publicar sengles articles en què consideraven les Poèsies de Clotilde com una superxeria, i se sap també per la crònica del temps que tant Vanderbourg com l'editor Heinrichs van rebre el diploma de socis de la Societat dels Gobe-Mouches (Papamosques). Una segona edició feta per Charles Nodier en 1836 va venir a proporcionar nous arguments als quals, per raons de pura lingüística havien dubtat de l'existència de la poeta del segle xv, trobant llavors en la col·lecció curiosos anacronismes.
Els crítics es van confirmar en la seva primera opinió, discrepant només en la personalitat de l'autor, ja que mentre per a uns era el mateix Venderbourg, per a uns altres, entre ells Sainte-Beuve, era el marquès Joseph Étienne de Surville. L'article de Sainte-Beuve contenia, a més, una carta de Lavialle de Masmorel, antic diputat de Corréze, en què afirmava que el seu pare, company de desterrament i amic íntim del marquès de Surville havia acabat per arrencar-li la confessió que les poesies en qüestió eren seves.
El 1970 Antoine Macé, degà de la Facultat de Lletres de Grenoble, va publicar un Procés d'histoire littéraire que va obrir una nova fase de la qüestió. Macé que havia aconseguit posar-se en relació amb la vídua de Surville (m. el 1843), va poder obtenir la comunicació de la correspondència de Vandebourg i, a més, per antics coneguts del marquès, va descobrir que aquest havia fet els seus primers assajos de poesia arcaica a un diari de Lausana, amb el que ja no va restar cap dubte a ningú que les Poesies de Clotilde eren obres de Joseph Étienne, marquès de Surville.